# Analogue Bubblebath Vol. 3
Albums de Richard D. James
Surfing on Sine Waves
(janvier 1993) On [EP]
(novembre 1993)
Analogue Bubblebath Vol. 3 est un EP de musique électronique paru pour la première fois en février 1993 sous le pseudonyme de Richard D. James, AFX. L'album est publié sur le label Rephlex, fondé par James.
Le webmagazine FACT distingue les morceaux ".000890569", qui rappelle la musique jouée lors des raves, et "CAT 00897-AA1" qui « trolle la musique industrielle vêtue de cuir, avec une mélodie qui aurait pu être facilement extraite d’une émission télévisée pour enfants ».

## Liste des morceaux
Les pistes n'ont pas de nom officiel sur le CD original. Leur nom est repris du vinyle original (sur lequel figurent toutes les pistes sauf 8, 9, 11, 12 et 13), dans lequel elles apparaissent dans un ordre différent de celui du CD.
La version CD est rééditée en 1997, sous le nom de AFX In His Third Analogue Bubblebath.
Les pistes 8, 9 et 13 apparaissent dans une réédition vinyle de l'album, intitulée Analogue Bubblebath 3.1 et sortie en 1997.
| No  | Titre           | Durée |
| --- | --------------- | ----- |
| 1.  | .215061         | 3:54  |
| 2.  | .1993841        | 8:02  |
| 3.  | .0180871R       | 4:16  |
| 4.  | .942937         | 4:36  |
| 5.  | .0180871L       | 3:52  |
| 6.  | .000890569      | 4:48  |
| 7.  | .55278037732581 | 4:20  |
| 8.  | (CAT 00897-AA1) | 4:05  |
| 9.  | (CAT 00897-A1)  | 5:06  |
| 10. | AFX 6/B         | 0:36  |
| 11. | [untitled]      | 4:41  |
| 12. | [untitled]      | 0:53  |
| 13. | (CAT 00897-A2)  | 5:14  |